# ジャック・スマイト
ジャック・スマイト（Jack Smight, 1925年3月9日 - 2003年9月1日 ）は、アメリカ合衆国ミネソタ州ミネアポリス出身の映画監督。
テレビ映画シリーズの『トワイライトゾーン』や『ルート66』の監督を務めた後、1966年のポール・ニューマン主演の『動く標的』で注目された。他に『エアポート'75』（1974年）がある。
『刑事コロンボ』や『警部マクロード』といった人気シリーズの演出も手がけた。
2003年に癌で死去。

## 主な監督作品
- 動く標的 Harper (1966年)
- カレードマン/大胆不敵 Kaleidoscope (1966年)
- 脱走大作戦 The Secret War of Harry Frigg (1968年)
- 殺しの接吻 No Way to Treat a Lady (1968年)
- いれずみの男 The Illustrated Man (1969年)
- エアポート'75 Airport 1975 (1974年)
- ミッドウェイ Midway (1976年)
- 世界が燃えつきる日 Damnation Alley (1977年)
- 弾丸刑事ニック&フランク Number One with a Bullet (1987年)